# Харитина Литовская
Харитина Литовская (ум. 5 октября 1281) — святая Русской православной церкви. Покровительница Литвы.
Согласно документальным свидетельствам, важнейшим из которых является надпись на надгробии Харитины в новгородской церкви Петра и Павла на Синичьей горе, женщина происходила из рода литовских князей, была инокиней Петропавловского монастыря, которому принадлежал этот храм.

## Житие
Преподобная Харитина происходила из княжеского рода. Она родилась во времена создания Миндовгом Великого Княжества Литовского. Миндовг стремился подчинить себе соседние мелкие удельные княжества. Многие князья подчинились, а многие не пожелали признать власть Миндовга и его преемников. Поэтому вторая половина XIII столетия была бурным и кровавым временем для Литвы. И многие знатные литовцы покидали свои родные места и с семьями, воинами и прислугой переселялись на Русь. Так, в 1265 году святой князь Довмонт († 1299) поспешно удалился из Литвы во Псков и многие годы успешно защищал приютивший его город. А его же сын Товтивилл со всем двором убежал из Полоцка в Новгород.
От юности твоея Бога всем сердцем возлюбила еси, Харитино преподобная, подвиги в вере положила еси за Христа Жениха твоего, и в новое твое Отечество, землю Русскую вселилась еси, к Небесному Отечеству нас призывавши, моляши Христа Бога спастися душам нашим.
Народное предание утверждает, что княжна Харитина вместе с родителями тоже покинула родину. Когда она подросла, её сосватали князю Феодору Ярославичу, сыну князя Ярослава Всеволодовича (1190—1246 гг.) и родному брату святого князя Александра Невского († 1263). Однако князь Феодор накануне своего свадебного торжества загадочно умер (10 июня .). Согласно летописи «бысть въ веселіа мѣсто плачь великъ». Убитый горем «князь Ярослав, отдал все дары невесте его, с честью к отцу отпустил». Однако невеста приняла постриг с именем Харитины в монастыре Петра и Павла на Синичьей горе. Она не искала более ничего в мире и решила посвятить всю свою жизнь на служение Господу. Её монашеское имя Харитина означает «милующая, творящая милосердие» и отражает её духовное делание. Основное качество её — отзывчивость к чужому горю, сострадание и помощь страждущим; принятие на себя чужой беды и трудности, как своих собственных.
В монастыре юная Харитина, как и все сестры обители, исполняла послушания, возрастала духовно своим смирением и воздержанием, постом и молитвами. Вероятно, добродетельная жизнь, самоотверженность и монашеские подвиги Харитины послужили поводом, чтобы сестры избрали её настоятельницей монастыря, где она была возведена в сан игумении. И до самой своей кончины преподобная была образцом смирения, чистоты и строгого воздержания для подчиненных ей насельниц обители.
Согласно церковному преданию, преподобная Харитина окончила подвиги свои в 1281 году октября 5 дня, в день празднования памяти святой мученицы Харитины. Вскоре после кончины началось её местное почитание в монастыре. А затем Харитину стали почитать как небесную заступницу в Новгороде и в землях Беларуси и Литвы. После обретения нетленных мощей преподобной Харитины была составлена церковная Служба и написаны иконы святой. 

## Историография
В XIX веке (вероятно, на основании местных легенд) появились другие версии жития. Архимандрит Герман считал, что княжна бежала на Русь после убийства Миндовга и умерла в 1287 году. Архиепископ Филарет полагал, что Харитина была невестой князя Фёдора Ярославича и постриглась в монахини после его внезапной смерти. Годом кончины преподобной он назвал 1281, эта дата внесена и в современный официальный календарь Русской православной церкви.
Иконописные подлинники описывают святую «простовласой девицей, в одной свите без мантии».
День памяти в православии (дата дана по григорианскому календарю): 18 октября, а также в соборные праздники Белорусских и Новгородских святых.

## Свидетельство
О жизни святой игумении Харитины сохранились очень немногочисленные сообщения. Наиболее подробным свидетельством является небольшой текст, помещённый на медной раке, которая стояла в юго-западной части Петро-Павловской церкви, где под спудом почивают мощи преподобной. Эта надпись, вероятно, сделанная на основании более давнего письменного источника: «Здесь в бывшем Петро-Павловском монастыре, в церкви святых апостолов Петра и Павла за правым клиросом при стене опочивающая святая благоверная княжна чехина Харитина инокиня из рода королей Литовских, преставися в лето от сотворения мира 7000, от Рождества Христова . сентября 5 дня на день святой мученицы Харитины, при благоверном государе и Великом князе Иоанне Васильевиче, при митрополите Московском Зосиме Брадатом и при архиепископе Новгородском святом Геннадии. От Новограда едино поприще разстояния, зовомое место Синичья гора; основан бысть Петро-Павловский девичий монастырь в лето от сотворения мира 6600, от Рождества же Христова 1092 при пятом епископе Новгородском святом Германе».